# 泉重千代
泉 重千代（いずみ しげちよ、定説では1880年頃 〈戸籍上では1865年8月20日〉 - 1986年2月21日）は、鹿児島県徳之島（大島郡伊仙町）出身の男性で、1995年までギネスブック公認の人類の世界最長寿、2010年まで男性としての世界最長寿とされていた人物。慶応元年6月29日生まれの120歳とされてきたが、後述の通り、この日付には疑問が呈され、現在では120歳説はほぼ否定されている。

## 概要
1972年に男性の日本最高齢、1976年に存命の日本最高齢という扱いになり、1979年にはギネスブックで世界最高齢と認定された。その後世界歴代最高齢記録はフランス人の女性ジャンヌ・カルマンによって更新されたが、男性としての世界最高齢記録は保持していた。なお、そのジャンヌ・カルマンも一部では「122歳没」という記録に疑義が唱えられている。長寿世界一とされてからはマスコミで報道される有名人となり、存命中の泉重千代邸には観光バスも訪れる徳之島の観光資源になっていた。
しかし、2009年版以降のギネス世界記録は泉の年齢の信憑性の疑問を掲載するようになり、2012年版で泉の記録の認定を取り消した。
後述の通り、専門家の間では泉の120歳という年齢は疑問視されており、105歳が通説となっている 。

## 経歴
1865年8月20日に奄美群島徳之島面縄間切（当時は薩摩藩領内、現在の鹿児島県大島郡伊仙町）で長男として生まれたとされている。1871年に行われた戸籍登録で6歳と記録されていることがその裏付けである。1872年、父から家督を相続して戸主となったと戸籍に記録される。1875年に徳之島支庁が苗字の使用許可を通達して、一家は泉の姓を名乗り始める。
1885年に20歳を迎えて徴兵検査を受けるが、長男で農業を継ぐために兵役免除となったとされる。サトウキビ畑と水田を持ち、自作農をして生計を立てていた。昭和初期の最盛期には、米は1800キログラム、サトウキビは80トンを収穫したという。
1904年に39歳で結婚したとされる。この5年後の1909年に、沖縄へ帆掛け舟で新婚旅行に出かけた。妻との間に1男1女をもうけたが、長男は1920年に1歳7か月で、長女は1944年に20歳で死去した。飼っていた牛を死なせた頃から、60歳代から70歳代半ばとされる年齢まで沖仲仕として働き、78kgの黒砂糖の樽を運んでいたという。1956年に妻が死去し、その後の泉の世話は妻の妹が行っていた。
100歳前後とされる歳まで本格的な農作業をしていたが、1961年から老齢福祉年金が、1971年からは伊仙町独自の敬老年金が出るようになり、これに加えて畑の賃料が泉の収入となっていた。1979年の114歳とされる歳までは鍬で草取りをしたり、畑に小さな椅子を置いてサトウキビの葉っぱ落としの作業をしていた。
1972年（昭和47年）1月、兵庫県の高田榮作の死去により、男性の日本最高齢者となる。
1976年（昭和51年）11月16日、河本にわの死去により、存命の日本最高齢と認定される。
1978年、同居して泉の世話をしていた妻の妹が死去。翌年から甥の息子一家が泉と同居生活をして、泉が死去するまで面倒を看た。
1979年刊行の1980年版ギネスブックに世界最長寿人物として取り上げられる。1980年に地元・伊仙町から名誉町民の称号を与えられた。
「泉重千代長寿の酒」を出していた酒会社を裁判に訴えるが、1979年10月15日に和解で決着。和解の条件は、看板料として泉に対し、1980年に一升瓶を2千本と現金80万円、1981年には一升瓶1500本と現金29万円を支払うというものだった。
1980年3月には徳之島の町役場に勤める男性に五つ子が生まれ、泉にあやかって「長寿世界一」から1文字ずつとって、当時の伊仙町助役が五つ子に命名した。泉は5人の名前が書かれた色紙にサインし、その誕生を祝った。
1982年には、故郷である伊仙町阿三に全国の有志による寄付で銅像が建設された。建造の際には泉自らが工事関係者やトラック運転手に指揮することもあった。同年暮れから翌1983年2月初めまで軽い肺炎で寝込み、病床では「ワシはまだ死にたくない。ワシはまだ死にたくない」と叫び続けていたという。1982年頃まで散歩が日課で、120歳を過ぎたとされる年齢でも、着替え、布団畳み、トイレや入浴も自分1人で行っていた。
1983年9月26日、118歳89日を迎え、118歳まで生きたと言われた小林やすの記録を上回り、日本の長寿記録を更新したとされた。その時点まで日本国内では泉よりも高齢とされていた小林の記録はギネスから認定されていなかった。同年11月に1984年版『ギネスブック』が発売され、泉の顔写真が表紙を飾った。
1985年8月20日には120歳になり、当時信頼に足るとされた記録により確認された中では人類史上初の大還暦を迎えたとされた（異論は下記参照）。
1986年（昭和61年）2月21日、肺炎と心衰弱により死去。120年185日没とみなされた。直接の死因は痰を詰まらせたことだったという。法名は「釋壽重誓」。泉の死没により、江戸時代生まれの人は全員死去したとみなされた（日本最後の一覧）。
2010年9月14日、ギネス世界記録が泉の120歳という記録を取り消した。ただし、徳之島ではその後も泉は慕われており、2018年には三十三回忌が催されている。

## 人物
1977年の計測では身長151cmで体重46.5kg。1983年には、148cmで46.0kg。右目は1945年に薪割りの事故で外傷性白内障で失明し、左目も白内障で視力は0.1だった。聴力の衰えはなかった。血圧は1977年と1983年の計測で上は150、下は50だった。
1978年に113歳とされるときには、60代の男性が息切れするほどの細い山道を10分ほど歩いて裏山の頂上にある墓にお参りをして医師を驚かせた。
煙草は1日に3本から4本程度吸っていたが、体調を崩した際に主治医から煙草が健康に害があると聞かされて、1981年頃にやめた。
1935年頃から黒砂糖から作った黒糖焼酎のお湯割りを50年以上愛飲したとされ、医師から控えるようにと言われても晩酌に欠かさなかった。毎日のように訪れる見物客にもふるまっていたという。
長寿世界一になってからマスコミに取り上げられ、訪問客が毎日のように訪れる有名人となった。事前の連絡がなく自宅を訪れる客であっても歓迎して酒でもてなし、その後は軽い会話と記念写真の撮影で終えるというのが日課になっていた。一方で気に食わないことがあると、湯飲みに入ったお茶をぶちまけるという短気な面も持ち合わせていた。
面談した伊仙町の町長に「役所で遊んでいれば200歳まで生きるよ」とジョークを言ったことがあり、インタビューで好きな女性のタイプを聞かれ、「私は甘えん坊なので、やっぱり年上かのう…」と答えたという逸話がある。但し、この逸話は笑い話として出来過ぎなため「本当に泉が発した言葉なのか」と疑う声もある。なお、泉が話す標準語は来客者への「どこからおいでなさった」だけだったとされる。
大のプロレスファンで、プロレスラーのアントニオ猪木と藤波辰巳が泉を訪問したときには感激していたという。力士は朝潮、歌手は都はるみのファンだった。

## 生年に関する異論

### 疑義
ギネスブック公認があったため、日本国内では泉が120歳まで生存したことは事実である、という受け止め方が一般的であった。これは、1871年の戸籍調査に記載されている生年月日が正しく、かつ、この戸籍調査に記載された人物と1986年に死去した人物とが同一であることを前提とする。だが、明治時代の徳之島の戸籍の信頼性には疑問があり、泉が1865年生まれであったことについては生前から複数の異論があった。
1966年（昭和41年）、泉重千代が満101歳とされた時、地元の鹿児島大学医学部助教授の福田正臣は高齢者診察を行い、泉に対して「100歳を過ぎても胃腸はすこぶる順調。歯がなくなったものの普通にご飯やおかずを食べる、目も耳も達者である」という診察結果を発表。しかし福田は老齢学の観点から泉の年齢について疑念を持ち、1979年（昭和54年）の日本老年医学会で泉の世界最高年齢生存記録について否定の見解を述べた。ギネスブックによって泉が世界最高齢と認定されて以降、「実際には泉が生まれたのはもっと遅いのではないか」といった意見が週刊誌などにも取り上げられた。
『週刊読売』の1980年12月7日号は、「泉重千代さんの115歳説に疑問がある!」と題して、泉重千代の戸籍の記録について信憑性が薄い根拠として以下を指摘した。
- 泉重千代の戸籍に実父母の記載がない。
- 戸籍の記録では、14歳以下の養父から7歳の泉重千代が家督を相続したことになっている。

そのため、「徳之島には、過去帳や寺請制度の前提となる寺が存在しなかったために生年に記録された証拠文書がなく、初めて戸籍が作成されたときに記録された戸籍は自己申告であり信頼性が薄かったのではないか」「1865年というのは早世した兄の生年であり、実際の泉は1880年前後の生まれであるが、兄の生年月日が使われていたのではないか」「泉家の実子であった泉重千代が死去した後、入籍した養子が泉重千代を名乗っていたのではないか」といった説が指摘された。1872年の壬申戸籍に泉重千代の記録があることから、泉が1880年前後に生まれたとするのは矛盾になるが、この点について『週刊読売』は、「徳之島が離島であるため、戸籍作成が遅れたのではないか」と述べている。
『週刊読売』はその後も、1984年12月2日号では「スクープ 泉重千代さんは104歳だった!ギネス『世界一』（119歳）返上へ」といったタイトルの記事を掲載したり、1986年3月9日号では「世界一の長寿 故・泉重千代さんの『120歳』に疑義あり 泉重千代は2人いたのか?」と泉の死亡時に報じるなどした。
このように、事情を知る専門家の間では泉の120歳説は疑問視されており、現在は専門家の間では105歳が通説となっている 。厚生労働省も2020年の時点で、泉の120歳説を公認していない。

### 戸籍の記録
泉の父親の生年月日とその両親の名前も不明。泉と同一の戸籍に登録されている伯父と泉との年齢差は8歳だった。泉は父親から7歳で家督を相続して戸主となっている。泉は両親が何歳で亡くなったかは知らないと言うが、両親の名前は知っていた。
1901年、それまで30年間戸籍上で泉の実父とされていた人物が、裁判により養父と記載が変更される。
伊仙町の資料や事情を知る人の間では1904年に戸籍上の年齢39歳で17歳年下の女性と結婚したとされるが、戸籍上の届け出ではその19年後の1923年となっており、泉の戸籍上の年齢では54歳だった。長男の出生届は婚姻届けの4日後となっている。当時の徳之島の結婚適齢期は18歳くらいで晩婚だった。
1897年に死去していた伯父の死亡届が26年後の1923年（重千代の婚姻届と同年）に届け出された。届け出人は戸主の泉重千代だが、最初は泉千代善と書いてあったのを棒線で打ち消して、泉重千代と記入していた。
これらの不自然な点について質問されると、生前の泉重千代は「忘れた」と言い、泉の世話をしていた亡妻の妹がこのことを人に話すのも嫌がっていたという。
2010年に高齢者の死亡届が出されずに戸籍上は生きたままになっている高齢者所在不明問題が発生した際、『朝日新聞』が泉重千代について伊仙町に取材した。伊仙町の担当者は、「戸籍に記録があることと、本人が主張している以上はそれを否定することは難しい」とし、「138年前の泉の戸籍の登録経緯については調べようがない」と答えている。

### ギネス世界記録の公認取り消し
ギネス世界記録では2007年版までは泉を120歳まで生きた世界一の長寿男性として掲載していたが、2009年版では掲載にあたって信憑性に多少の疑問があると注釈をつけ、2011年版になると泉の120歳説を否定する新証拠があり、兄の戸籍と混同されていたとして105歳の可能性があることを指摘するようになった。そして2012年版で、これまでに最も長生きした男性の記録として115歳252日没のクリスチャン・モーテンセンを掲載し、泉の記録は取り消された。ギネス世界記録における最高齢記録の元となるデータを提供しているジェロントロジー・リサーチ・グループは、2009年10月の時点で泉の記録には根拠がなく議論のある状態であり、真の没年齢は105歳であったと推定していた。